# Calacoto (municipio)
Calacoto es una localidad y municipio de Bolivia, ubicado en la provincia de Pacajes en el departamento de La Paz. El municipio de Calacoto es uno de los ocho municipios que conforman la provincia, y la capital del municipio es la localidad de Calacoto.  
Según el último censo oficial realizado por el Instituto Nacional de Estadística de Bolivia (INE) en 2012, el municipio cuenta con una población de 9.879 habitantes y está situado a una altitud promedio de 3900 metros sobre el nivel del mar.
El municipio posee una extensión superficial de 3.908 km² y una densidad de población de 2,52 hab/km² (habitante por kilómetro cuadrado).

## Demografía
De acuerdo con el censo boliviano de 2024, la población del municipio de Calacoto es de 12 057 habitantes.
La población del municipio aumentó en tres cuartas partes entre 1992 y 2024:
| Año  | Habitantes (municipio) | Fuente                  |
| ---- | ---------------------- | ----------------------- |
| 1992 | 7 330                  | Censo boliviano de 1992 |
| 2001 | 8 818                  | Censo boliviano de 2001 |
| 2012 | 9 879                  | Censo boliviano de 2012 |
| 2024 | 12 057                 | Censo boliviano de 2024 |